# MixRadio
MixRadio (anteriormente conhecido como Nokia Mix Radio, Nokia Music Store e OVI Music Store) foi um serviço de música em streaming sob demanda. O MixRadio permitia streaming gratuito de playlists sem assinatura, com anúncios em 31 países, incluindo Estados Unidos, Brasil, Índia e China. Ele possuía um catálogo de mais de 36 milhões de canções. O formato de arquivo de música utilizado pela loja é o MP3 sem qualquer proteção GDD.
O serviço foi originalmente desenvolvido pela Nokia em 2007, e fez parte da venda da empresa no setor de dispositivos móveis para a Microsoft em abril de 2014. A Microsoft, já tendo o Xbox Music, decidiu fazer do MixRadio um spin-off, com a Line Corporation comprando o serviço em dezembro 2014. O MixRadio foi oficialmente lançado nas lojas de aplicativos do Android e iOS em 19 de maio de 2015.

## Disponibilidade
O MixRadio estava disponível em 31 países:
Austrália, Áustria, Brasil, Canadá, China, Finlândia, França, Alemanha, Índia, Indonésia, Irlanda, Itália, Malásia, México, Holanda, Noruega Polônia, Portugal, Rússia, Arábia Saudita, África do Sul, Singapura, Espanha, Suécia Suíça, Tailândia, Turquia, Emirados Árabes Unidos, Reino Unido, Estados Unidos e Vietnã.

## História
O serviço foi lançado originalmente em 2007, quando a Nokia abriu seu serviço Nokia Comes With Music, em parceria com a Universal Music Group International, Sony BMG, Warner Music Group, EMI, e outras centenas de selos independentes e agregadores de música, para fornecer 12, 18 ou 24 meses de downloads ilimitados e gratuitos de músicas com a compra de um telefone da edição do Nokia Comes With Music. Os arquivos podiam ser baixados em dispositivos móveis ou computadores pessoais, e serem mantidos permanentemente.
Em 29 de agosto de 2007 a Nokia lançou o Ovi Music Store, como parte do portal de serviços Ovi da Nokia. A ideia original por trás da loja era proporcionar a todos usuários móveis da Nokia MP3 capazes de ter uma loja de música tanto no telefone como no PC. O Ovi Music Store foi lançado oficialmente no Reino Unido em 1 de outubro de 2007 oferecendo música a partir da Sony BMG, Universal Music, EMI e Warner Music Group, bem como outros. Este serviço teve seu próprio software para servir como um canal de frente da loja no PC e nos telefones. Ele era chamado de Nokia Ovi Player, e mais tarde Nokia Music Player.
Em outubro de 2008, a Nokia anunciou o Nokia 5800, competindo diretamente com o iPhone e com ele o serviço Comes With Music.
Dentro da caixa do telefone havia um cartão com uma identificação que era vinculado ao PC (endereço MAC) e ao celular (IMEI), para que o PC e telefone tivesse downloads ilimitados de música por mais de um ano.
Até 2010, o serviço tinha arquivos com GDD que não podiam ser gravados em CDs, mas apenas ser reproduzido no telefone. Caso o usuário quisesse gravar uma música, ele tinham de comprá-la na loja.
Em janeiro de 2011 a Nokia retirou este programa em 27 países, devido à sua incapacidade de ganhar força; os assinantes existentes podiam continuar com seus downloads até que terminassem seus contratos. O serviço continuou a ser oferecido até 2014 na China, Índia, Indonésia, Brasil, Turquia e África do Sul, onde a aceitação foi melhor.
A partir de 20 de novembro de 2013, a Nokia renomeou o serviço para "Nokia MixRadio". O serviço foi novamente renomeado para apenas "MixRadio" em 1 de julho de 2014, para refletir a mudança de propriedade da Nokia para a Microsoft. Em 27 de novembro de 2014, a aplicação do MixRadio foi adicionada ao relógio touchscreen adidas miCoach Smart Run.
Em 18 de dezembro de 2014, decidiu fazer do serviço um spin-off, a Microsoft anunciou que iria vender o MixRadio para a Line Corporation, uma subsidiária da Naver Corporation, por uma quantia não revelada.
Em março de 2015, a operação foi concluída e a MixRadio Ltd foi formada, como uma subsidiária do Line. Neste momento, as versões beta do aplicativo foram lançados para Android e iOS. Uma campanha com as Nações Unidas para marcar o Dia Internacional da Felicidade, com a hashtag #HappySoundsLike também foi iniciada, lançando uma playlist internacional e inspiradora.
Em 16 de fevereiro de 2016, o Line anunciou que MixRadio seria interrompido, citando que "uma avaliação cuidadosa do desempenho geral da subsidiária" e "desafios financeiros impostos pelo mercado de streaming de música".